# Льоренте, Фернандо
Ферна́ндо Льоре́нте То́ррес (исп. Fernando Llorente Torres, испанское произношение: [feɾˈnando ʎoˈɾente ˈtores]; 26 февраля 1985, Памплона, Наварра) — испанский футболист, нападающий.
Льоренте уроженец Страны Басков, обучался в академии «Атлетика» из Бильбао, а в 2004 году дебютировал в основном составе «полосатых». На протяжении трёх лет становился лучшим бомбардиром «Атлетика», а в 2012 году выиграл «Трофей Сарры», вручаемый лучшему испанскому бомбардиру Ла Лиги. В 2013 году перешёл в «Ювентус», отыграв к этому времени более 250 матчей Примеры и забив около 100 мячей. С «бьянконери» подписал четырехлетний контракт, в дебютном сезоне сыграл в 32 матчах и забил 16 голов. Летом 2015 года Льоренте стал игроком «Севильи». Через год подписал двухлетний контракт с английским клубом «Суонси Сити».
В сборной Испании играл с 2008 года. Фернандо никогда не рассматривался в качестве основного форварда «красной фурии», однако отправлялся в её составе на победные чемпионаты мира 2010 года и чемпионаты Европы 2012 года.

## Клубная карьера
Фернандо Льоренте Торрес родился 26 февраля 1985 года в Памплоне. Играет на позиции центрального нападающего. Льоренте является воспитанником «Атлетика» из Бильбао. В возрасте 11 лет оказался в системе клуба. Фернандо провёл несколько сезонов в различных юношеских уровнях клуба. В 2003 году Льоренте оказался в клубе испанской Терсеры — «Баскония». За сезон в этом клубе он провёл 33 игры, забив 12 мячей.

### «Атлетик Бильбао»
В следующем сезоне Льоренте стал игроком фарм-клуба «Атлетика» — «Бильбао Атлетик», выступающего в Сегунде. Здесь за 16 игр Фернандо забил 4 гола. После первой половины сезона Льоренте был переведён в первую команду и подписал с «Атлетиком» четырёхлетний контракт. Дебют состоялся 16 января 2005 года в матче с «Эспаньолом». Через три дня он сыграл в матче Кубка Испании с «Ланзароте», сделав хет-трик. Тем не менее, следующие сезоны у Льоренте не задались: он часто травмировался, вследствие чего проиграл место в составе. Сезон 2007/2008 для Фернандо получился удачным. Он не только был основным нападающим, но и стал одним из лидеров команды. Следующие два сезона Льоренте продолжал расти, он помог своему клубу выйти в финал Кубка Испании, а также попасть в Лигу Европы. Заметно повысилась результативность: 91 игра — 39 мячей за три года.

### «Ювентус»
1 июля 2013 года Льоренте в качестве свободного агента перешёл в стан «Ювентуса». Контракт рассчитан на 4 года. Дебютировал за новый клуб в матче с «Сампдорией», где вышел на последней минуте. Первый гол в Серии А забил 22 сентября в матче против «Вероны». Первый гол в Лиге чемпионов забил в матче с «Реалом». 12 января 2014 оформил первый дубль за клуб в матче против «Кальяри».

### «Севилья»
27 августа 2015 года на правах свободного агента перешёл в «Севилью», подписав с командой 3-летнее соглашение и суммой отступных в 20 миллионов евро. Уже через три дня он дебютировал за «нервионцев», сыграв 90 минут в домашнем матче против «Атлетико Мадрид», а свой первый гол забил 20 сентября в ворота «Сельты», в матче, также проходившем на «Рамон Санчес Писхуан».

### С 2016 года
4 августа 2016 года стало известно, что Фернандо Льоренте согласовал с «Суонси Сити» двухлетний контракт, а на следующий день о трансфере было объявлено официально.
31 августа 2017 года перешёл в «Тоттенхэм». Заключил контракт сроком на два года. Не являлся игроком стартового состава. В первом матче против «Манчестер Сити» Харри Кейн получил травму и Льоренте остался единственным нападающим на скамейке. 17 апреля 2019 года Льоренте вышел на замену в конце первого тайма вместо получившего травму Муссы Сиссоко и забил третий и решающий гол бедром на 73-й минуте. За счёт правила выездного гола «Тоттенхэм» впервые за несколько десятилетий вышел в полуфинал главного еврокубка.
30 июня 2019 года покинул клуб после окончания контракта.
2 сентября 2019 года стало известно, что Льоренте подписал контракт на 2 года с итальянским клубом «Наполи».
27 января 2021 года перешёл в «Удинезе».
27 октября пополнил ряды «Эйбара». В июле 2022 года покинул клуб по истечении контракта.
17 февраля 2023 года завершил карьеру.

## Карьера в сборной
Льоренте выступал за различные юношеские сборные Испании. Играл на молодёжном чемпионате мира 2005 года.
11 ноября 2008 года дебютировал в основной сборной в товарищеском матче со сборной Чили. 11 февраля 2009 года забил свой первый гол за сборную в матче со сборной Англией. Участник Кубка Конфедераций 2009 и чемпионата мира 2010 в ЮАР.
В составе сборной Испании стал чемпионом мира 2010 года и чемпионом Европы 2012 года.

## Достижения
Командные
«Атлетик бильбао»
- Финалист Кубка Испании (2): 2008/2009, 2011/2012
- Финалист Лиги Европы УЕФА: 2011/2012

«Ювентус»
- Чемпион Италии (2): 2013/14, 2014/15
- Обладатель Кубка Италии: 2014/2015
- Обладатель Суперкубка Италии (2): 2013, 2015
- Финалист Лиги чемпионов УЕФА: 2014/2015

«Севилья»
- Победитель Лиги Европы УЕФА: 2015/2016

«Тоттенхэм Хотспур»
- Финалист Лиги чемпионов УЕФА: 2018/19

«Наполи»
- Обладатель Кубка Италии: 2019/2020

Сборная Испании
- Чемпион мира: 2010
- Чемпион Европы: 2012

Личные
- Серебряная бутса чемпионата мира по футболу среди молодёжных команд: 2005
- Обладатель Трофея Сарры: 2012
- Golden Foot: 2024 (в номинации «Легенды футбола»)

## Статистика выступлений

### Клубная статистика
| Выступление       | Выступление      | Выступление      | Лига | Лига | Кубки | Кубки | Еврокубки | Еврокубки | Итого | Итого |
| Клуб              | Лига             | Сезон            | Игры | Голы | Игры  | Голы  | Игры      | Голы      | Игры  | Голы  |
| ----------------- | ---------------- | ---------------- | ---- | ---- | ----- | ----- | --------- | --------- | ----- | ----- |
| Баскония          | Терсера          | 2003/04          | 33   | 12   | —     | —     | —         | —         | 33    | 12    |
| Баскония          | Итого            | Итого            | 33   | 12   | —     | —     | —         | —         | 33    | 12    |
| Атлетик Б         | Сегунда B        | 2004/05          | 19   | 4    | —     | —     | —         | —         | 19    | 4     |
| Атлетик Б         | Итого            | Итого            | 19   | 4    | —     | —     | —         | —         | 19    | 4     |
| Атлетик Бильбао   | Примера          | 2004/05          | 15   | 3    | 4     | 3     | 1         | 0         | 20    | 6     |
| Атлетик Бильбао   | Примера          | 2005/06          | 22   | 2    | 3     | 2     | —         | —         | 25    | 4     |
| Атлетик Бильбао   | Примера          | 2006/07          | 23   | 2    | 4     | 3     | 1         | 0         | 28    | 5     |
| Атлетик Бильбао   | Примера          | 2007/08          | 35   | 11   | 4     | 3     | 1         | 0         | 40    | 14    |
| Атлетик Бильбао   | Примера          | 2008/09          | 34   | 14   | 4     | 3     | 1         | 0         | 39    | 17    |
| Атлетик Бильбао   | Примера          | 2009/10          | 37   | 14   | 4     | 3     | 11        | 8         | 52    | 25    |
| Атлетик Бильбао   | Примера          | 2010/11          | 38   | 18   | 4     | 3     | 1         | 0         | 43    | 21    |
| Атлетик Бильбао   | Примера          | 2011/12          | 32   | 17   | 4     | 3     | 15        | 7         | 51    | 27    |
| Атлетик Бильбао   | Примера          | 2012/13          | 26   | 4    | 2     | 0     | 8         | 1         | 36    | 5     |
| Атлетик Бильбао   | Итого            | Итого            | 262  | 85   | 36    | 17    | 35        | 16        | 333   | 118   |
| Ювентус           | Серия А          | 2013/14          | 34   | 16   | 1     | 0     | 10        | 2         | 45    | 18    |
| Ювентус           | Серия А          | 2014/15          | 31   | 7    | 5     | 1     | 9         | 1         | 45    | 9     |
| Ювентус           | Серия А          | 2015/16          | 1    | 0    | 1     | 0     | —         | —         | 2     | 0     |
| Ювентус           | Итого            | Итого            | 66   | 23   | 7     | 1     | 19        | 3         | 92    | 27    |
| Севилья           | Примера          | 2015/16          | 23   | 4    | 6     | 0     | 7         | 3         | 36    | 7     |
| Севилья           | Итого            | Итого            | 23   | 4    | 6     | 0     | 7         | 3         | 36    | 7     |
| Суонси Сити       | Премьер-лига     | 2016/17          | 33   | 15   | 2     | 0     | —         | —         | 35    | 15    |
| Суонси Сити       | Итого            | Итого            | 33   | 15   | 2     | 0     | —         | —         | 35    | 15    |
| Тоттенхэм Хотспур | Премьер-лига     | 2017/18          | 16   | 1    | 8     | 3     | 7         | 1         | 31    | 5     |
| Тоттенхэм Хотспур | Премьер-лига     | 2018/19          | 20   | 1    | 6     | 5     | 9         | 2         | 35    | 8     |
| Тоттенхэм Хотспур | Итого            | Итого            | 36   | 2    | 14    | 8     | 16        | 3         | 66    | 13    |
| Всего за карьеру  | Всего за карьеру | Всего за карьеру | 472  | 145  | 65    | 26    | 77        | 25        | 614   | 196   |

### Международная статистика
| Сборная          | Сезон            | Товарищеские | Товарищеские | Турниры | Турниры | Всего | Всего |
| Сборная          | Сезон            | Игры         | Голы         | Игры    | Голы    | Игры  | Голы  |
| ---------------- | ---------------- | ------------ | ------------ | ------- | ------- | ----- | ----- |
| Испания          | 2008             | 1            | 0            | 0       | 0       | 1     | 0     |
| Испания          | 2009             | 1            | 1            | 3       | 1       | 4     | 2     |
| Испания          | 2010             | 5            | 2            | 3       | 3       | 8     | 5     |
| Испания          | 2011             | 3            | 0            | 3       | 0       | 6     | 0     |
| Испания          | 2012             | 2            | 0            | 0       | 0       | 2     | 0     |
| Испания          | 2013             | 3            | 0            | 0       | 0       | 3     | 0     |
| Всего за карьеру | Всего за карьеру | 15           | 3            | 9       | 4       | 24    | 7     |

## Матчи и голы за сборную Испании
| Матчи и голы Льоренте за сборную Испании | Матчи и голы Льоренте за сборную Испании | Матчи и голы Льоренте за сборную Испании             | Матчи и голы Льоренте за сборную Испании | Матчи и голы Льоренте за сборную Испании | Матчи и голы Льоренте за сборную Испании | Матчи и голы Льоренте за сборную Испании |
| №                                        | Дата                                     | Место                                                | Оппонент                                 | Счёт                                     | Голы                                     | Соревнование                             |
| ---------------------------------------- | ---------------------------------------- | ---------------------------------------------------- | ---------------------------------------- | ---------------------------------------- | ---------------------------------------- | ---------------------------------------- |
| 1                                        | 19 ноября 2008                           | «Эль-Мадригал», Вильярреаль, Испания                 | Чили                                     | 3:0                                      | —                                        | Товарищеский матч                        |
| 2                                        | 11 февраля 2009                          | «Рамон Санчес Писхуан», Севилья, Испания             | Англия                                   | 2:0                                      | 1                                        | Товарищеский матч                        |
| 3                                        | 28 марта 2009                            | «Сантьяго Бернабеу», Мадрид, Испания                 | Турция                                   | 1:0                                      | —                                        | Отборочный матч ЧМ-2010                  |
| 4                                        | 20 июня 2009                             | «Фри-Стейт», Блумфонтейн, ЮАР                        | ЮАР                                      | 2:0                                      | 1                                        | Кубок конфедераций 2009                  |
| 5                                        | 28 июня 2009                             | «Роял Бафокенг», Рюстенбург, ЮАР                     | ЮАР                                      | 3:2                                      | —                                        | Кубок конфедераций 2009                  |
| 6                                        | 29 мая 2010                              | «Тиволи Ной», Инсбрук, Австрия                       | Саудовская Аравия                        | 3:2                                      | 1                                        | Товарищеский матч                        |
| 7                                        | 3 июня 2010                              | «Тиволи Ной», Инсбрук, Австрия                       | Республика Корея                         | 1:0                                      | —                                        | Товарищеский матч                        |
| 8                                        | 29 июня 2010                             | «Кейптаун», Кейптаун, ЮАР                            | Португалия                               | 1:0                                      | —                                        | Финальные матчи ЧМ-2010                  |
| 9                                        | 11 августа 2010                          | «Ацтека», Мехико, Мексика                            | Мексика                                  | 1:1                                      | —                                        | Товарищеский матч                        |
| 10                                       | 7 сентября 2010                          | «Монументаль Ривер Плейт», Буэнос-Айрес, Аргентина   | Аргентина                                | 1:4                                      | 1                                        | Товарищеский матч                        |
| 11                                       | 8 октября 2010                           | «Эль Хельмантико», Саламанка, Испания                | Литва                                    | 3:1                                      | 2                                        | Отборочный матч ЧЕ-2012                  |
| 12                                       | 12 октября 2010                          | «Хэмпден Парк», Глазго, Шотландия                    | Шотландия                                | 3:2                                      | 1                                        | Отборочный матч ЧЕ-2012                  |
| 13                                       | 17 ноября 2010                           | «Да Луж», Лиссабон, Португалия                       | Португалия                               | 0:4                                      | —                                        | Товарищеский матч                        |
| 14                                       | 9 февраля 2011                           | «Сантьяго Бернабеу», Мадрид, Испания                 | Колумбия                                 | 1:0                                      | —                                        | Товарищеский матч                        |
| 15                                       | 29 марта 2011                            | Стадион имени С. Дарюса и С. Гиренаса, Каунас, Литва | Литва                                    | 3:1                                      | —                                        | Отборочный матч ЧЕ-2012                  |
| 16                                       | 7 июня 2011                              | «Олимпико Луис Рамос», Пуэрто-ла-Крус, Венесуэла     | Венесуэла                                | 3:0                                      | —                                        | Товарищеский матч                        |
| 17                                       | 10 августа 2011                          | «Сан-Никола», Бари, Италия                           | Италия                                   | 1:2                                      | —                                        | Товарищеский матч                        |
| 18                                       | 6 сентября 2011                          | «Лас-Гаунас», Логроньо, Испания                      | Лихтенштейн                              | 6:0                                      | —                                        | Отборочный матч ЧЕ-2012                  |
| 19                                       | 11 октября 2011                          | «Хосе Рико Перес», Аликанте, Испания                 | Шотландия                                | 3:1                                      | —                                        | Отборочный матч ЧЕ-2012                  |
| 20                                       | 1 марта 2012                             | «Ла-Росаленда», Малага, Испания                      | Венесуэла                                | 5:0                                      | —                                        | Товарищеский матч                        |
| 21                                       | 16 августа 2012                          | «Хуан Рамон Лумбриэль», Баямон, Пуэрто-Рико          | Пуэрто-Рико                              | 2:1                                      | —                                        | Товарищеский матч                        |

Итого: 21 матч / 7 голов; 17 побед, 1 ничья, 3 поражения.
(откорректировано по состоянию на 27 августа 2012)